# Siby (Mali)
Pour les articles homonymes, voir Siby.
Siby est une localité et une commune rurale du Mali, chef lieu du Cercle de Siby dans la région de Koulikoro. 

## Géographie
La localité de Siby est située sur la route nationale RN 5 (axe Bamako-Guinée) à 50 km, au sud-ouest de la capitale Bamako. 
| Sobra  | Bossofala  | Dombila    |
| Sobra  | Siby       | Mandé      |
| Naréna | Bancoumana | Bancoumana |

Siby est à la fois le nom d'une Commune (Commune rurale de Siby) et celui d'un village qui en est le centre administratif. La Commune s'étend sur 1 001,25 km2 (environ 100 000 hectares) et comprend 21 villages.
Aujourd’hui Siby compte quatre quartiers officiels qui sont Djinkono, Sabakoro, Djissoumana et Kakala.
En outre, il faut mentionner Kinyekouna, Sendala et Morola qui sont des quartiers non officiels.
À l’origine ces quartiers officiels étaient des villages indépendants ou des hameaux de culture qui ont connu des sites successifs.
La réputation de Siby au Mali est en grande partie due à la mangue. En effet les premières mangues qui apparaissent sur le marché malien au début février proviennent de Siby et ses environs immédiats qui est une région de primeurs.

## Histoire

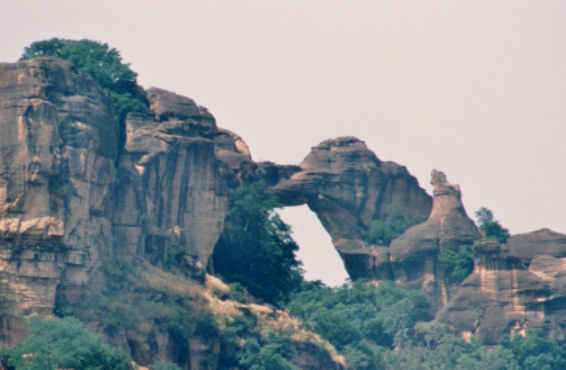
L'arche de Kamandjan aurait été percée par le roi de Siby d'un coup d'épée

Ce village mandingue a été créé au Moyen Âge par les ancêtres Camara.
Selon l’épopée de Sundjata Keïta, le roi de Siby Kamandjan Camara, ami d’enfance de Sundjata, réunit à Siby les rois des tribus alliés contre Soumaoro Kanté, roi du Sosso. Les troupes de Sundjata Keïta venaient de remporter deux batailles contre les Sossos à Negueboria dans le Bouré et à Kangigné. À Siby, tous les rois alliés se retrouvèrent autour de Sundjata : Kamandjan Camara, roi de Siby, son cousin Tabon wana Fran Camara, roi des forgerons Camara, Siara Kouman Diabaté, Faony Diarra Kondé, roi du pays de Do, pays de Sogolon, la mère de Sundjata, Mansa Traoré. Après quelques jours de repos, les alliés allaient se rendre à Kirina où aura lieu la bataille décisive contre Soumaoro Kanté, la bataille de Kirina.
En haut de la montagne, une arche d'où l'on a une vue splendide sur la plaine environnante est creusée dans la roche. Selon la légende, c’est Kamandjan Camara qui aurait transpercé la montagne avec son sabre la veille du départ au cours d’une soirée où Balla Fasséké demandait à chaque roi présent ce dont il était capable.
En 1965-1967, le B.D.P.A., pour le compte de la Caisse Centrale de Coopération, entreprend de développer une agriculture dans la Haute Vallée du Niger fondée sur un paysannat familial et libre (Siby et Bankoumana). Ce projet dirigé par Jean Meunier, ingénieur agronome, se heurte aux projets d'agriculture collectiviste (d'inspiration chinoise) du président M. Keita.

## Villages

Carte communale

La commune s'étend sur 21 localités relevées lors du recensement général de 2009. 
Les villages les plus peuplés sont :
- Siby (7 483 habitants)
- Saguélé (1 712 habitants)
- Kéniero (1 573 habitants)

## Politique
| Année | Maire élu        | Parti politique |
| ----- | ---------------- | --------------- |
| 2004  | Bourama Camara   | Adéma-Pasj      |
| 2009  | Kanimakan Camara | RPM             |

## Vie culturelle

### Le centre culturel Bougou Saba
Le Centre Culturel Bougou Saba est un centre de création, de formation et d’échanges culturels entre le Mandé, le Mali et le reste du monde, au service du développement culturel, économique, social et humain de la région Mandé.
Pour cela il organise des résidences d’artistes, c'est-à-dire qu'il donne les moyens aux artistes en les prenant entièrement en charge (repas, hébergement, transports, logistique) de créer en tout sérénité. Il produit des spectacles vivants à partir de ces rencontres.
Le Centre essaie de professionnaliser les artistes locaux en leur offrant des structures de travail. Ainsi la troupe Mandé Koulou suit depuis deux ans une formation au travail de création, à la mise en scène et à la chorégraphie. Les artistes de la troupe ont l’opportunité de travailler sous la direction de metteurs en scène que l’association met à leur disposition. Cette démarche a été rendue possible grâce à la contribution de l’ONG Helvetas.

### Festival et forum
Un Forum des peuples a été organisé à Siby, en juin 2002.
Le Festival de Djèndjèni tiendra sa 4e édition en décembre 2011 à Djendjeni à 17km de Siby.
Le Festival International des CAURIS, le Fescauri, a tenu sa troisième édition en décembre 2009 à Siby.

## Galerie

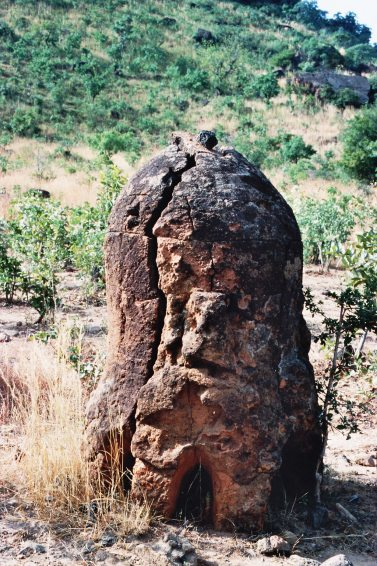
Ancien fourneau datant de l'empire du Mali dans la région de Siby
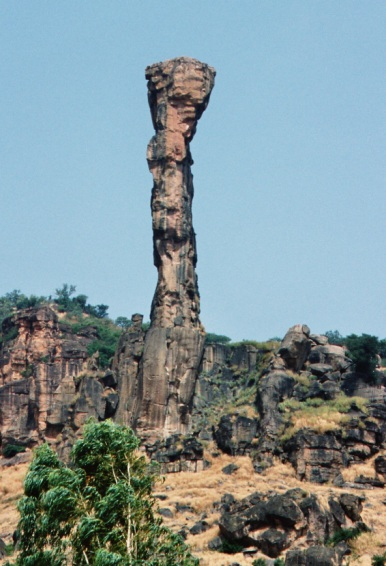
L'enclume de Niekema domine le village de Siby
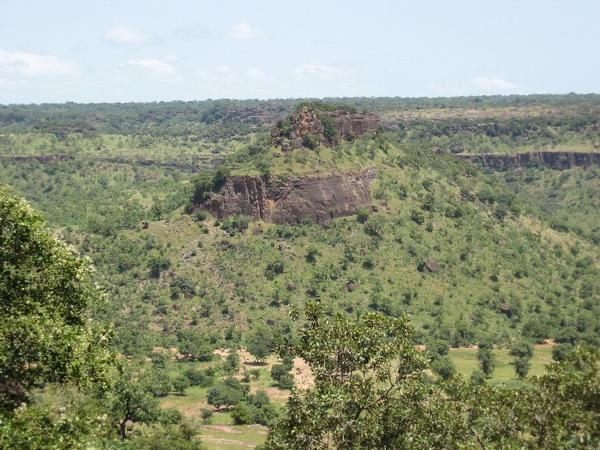
Paysage du pays mandingue, aux environs de Siby